# Космачёвская волость
Космачёвская волость — волость Жиздринского уезда Калужской (с 1920 — Брянской) губернии. Административный центр — село Космачёво.

## История
Космачёвская волость образована в ходе реформы 1861 года. Первоначально в состав волости входило 5 селений: село Космачёво, деревни Гавриловка, Коновка, Палома, Ухобичи.
На 1880 год в составе волости числилось 4 013 десятин земли. Население волости составляло в 1880 году — 1 983, в 1896 — 2 620, в 1913 — 3 155 человек.
Церковный приход волости находился в селе Космачёво — Церковь Покрова Пресвятой Богородицы. «Кирпичная однопрестольная церковь построена в 1906 в стиле эклектики с элементами неовизантийского стиля вместо сгоревшей деревянной. Закрыта в сер. ХХ в, разграблена, значительно повреждена».
1 апреля 1920 года Жиздринский уезд и Космачёвская волость в его составе были перечислены в Брянскую губернию.
В 1924—1926 годах при укрупнении волостей, Запрудская, Зимницкая, Космачевская, Которская и Фоминичская были присоединены Маклаковской волости.
В 1929 году Брянская губерния и все её уезды были упразднены, а их территория вошла в состав новой Западной области.
С 1944 года территория Космачёвской волости относится к Людиновскому району Калужской области.